# Добриков Володимир Григорович
Володимир Григорович Добриков (нар. 30 серпня 1925, Азеєво, Касимовський повіт, Рязанська губернія, РРФСР — пом. березень 1995, Москва, Росія) — радянський російський футболіст та тренер, виступав на позиціях нападника та півзахисника. Майстер спорту СРСР, заслужений тренер РРФСР.

## Кар'єра гравця
У 1947 році грав за київський ОБО. Потім декілька років провів у команді МВО (Москва/Калінін, вона ж команда міста Калініна); в її складі ставав фіналістом Кубка СРСР 1951, провів у цьому розіграші всі матчі своєї команди і забив по одному м'ячу в ворота команд вищої ліги «Динамо» (Москва) та «Шахтар» (Сталіно). У цьому ж сезоні його команда здобула перемогу в класі «Б» (на той час — другому за силою дивізіоні радянського футболу). (Можливо, Добриков брав участь також й у переможному для клубу чемпіонаті РРФСР 1950 року.) У сезоні 1952 року зіграв за МВО в класі «А» лише 3 матчі. Потім провів два сезони за ленінградський «Зеніт» (31 поєдинок та 2 голи в класі «А», 5 матчів і 3 голи в Кубку СРСР). Футбольну кар'єру завершив у 1954 році.
|                                                   | Добриков змінив провідного бомбардира Івана Комарова. Він був технічніший, ніж ветеран, добре бачив поле, вмів м'яко пасувати м'ячі партнерам, проте помітно поступався своєму попереднику в енергії й атлетизмі. Якщо Іван, немов танк, мужньо таранив захисні порядки й завершував атаки грізними ударами, то Добриков був по натурі диспетчером. Він відмінно розпоряджався м'ячем біля штрафного майданчика суперника, плів хитромудрі мережива атаки, але вторгатися в небезпечну зону наважувався рідко. Уже перші матчі показали, що проблемою номер один для команди є центральний нападник — хитромудра гра Добрикова не приносила нам великої користі. |
| — (Зі спогадів воротаря «Зеніту» Леоніда Іванова) | |

## Кар'єра тренера
Кар'єру тренера розпочав по завершенні кар'єри футболіста. Закінчив Вищу школу тренерів у Ленінграді. У 1957 році допомагав тренувати дніпродзержинський «Хімік». Потім тренував уфинський «Будівельник». У 1961 році зайняв посаду головного тренера тульського «Шахтаря».  У 1963 і 1970 роках працював старшим тренером у кіровоградській «Зірці». Тренував калузький «Супутник»/«Локомотив», який виступав у класі «Б» (в ті роки — третьому за силою дивізіоні); у сезоні 1966 року на чолі команди здобув перемогу спочатку в зональному турнірі, а потім і в фінальному розіграші, принісши їй титул чемпіона РРФСР й підвищення в класі, продовжив роботу з командою в другій групі класу А. У сезоні 1971 року працював у другій лізі з костромським «Спартаком», а в липні 1973 року призначений головним тренером казанського «Рубіну», яким керував до кінця 1973 року. Також працював в ленінградської футбольній школі молоді, тренував юнаків і в Москві. Помер в березні 1995 року.

## Досягнення

### Як гравця
МВО (Москва)
- Клас «Б»
  -  Чемпіон (1): 1951

- Кубок СРСР
  -  Фіналіст (1): 1951

### Як тренера
«Локомотив» (Калуга)
- Чемпіонат РРФСР
  -  Чемпіон (1): 1966

### Відзнаки
- Майстер спорту СРСР
- Заслужений тренер РРФСР